# Kurzsignalheft

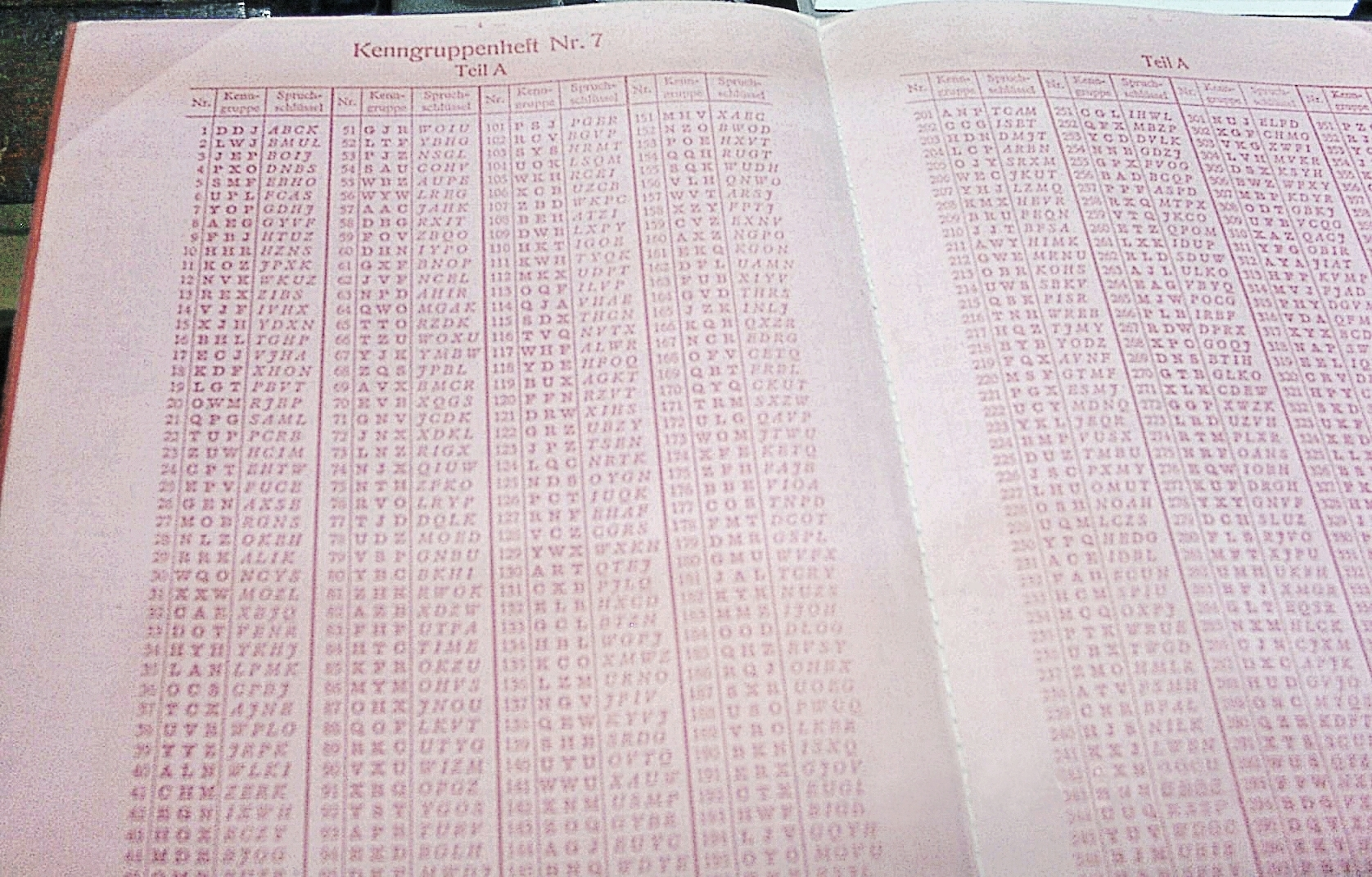
Ähnlich wie dieses von U 505 erbeutete Kenngruppenheft wurde auch das Kurzsignalheft mit wasserlöslicher roter Tinte auf rosafarbenem Löschpapier gedruckt, um es im Fall von Gefahr schnell vernichten zu können.

Das Kurzsignalheft war ein Codebuch, das bei den U-Booten der deutschen Kriegsmarine während des Zweiten Weltkriegs zur Verschlüsselung und Kürzung ihrer Funksprüche benutzt wurde.

## Geschichte
Zur Geheimhaltung der im Zweiten Weltkrieg über Funk geführten Kommunikation zwischen dem Befehlshaber der U-Boote (BdU) und den deutschen U-Booten, die im Atlantik und im Mittelmeer alliierte Schiffe und Geleitzüge zu versenken hatten, wurde in erster Linie die Schlüsselmaschine Enigma verwendet.
Da die Gefahr der Entdeckung und Ortung der U-Boote durch alliierte Funkpeilung (“Huff-Duff”) beim Senden längerer Nachrichten erkannt wurde, und auch aus Gründen der Datenkompression zur Erhöhung der Sicherheit der Verschlüsselung (siehe auch: Entropie), wurde angestrebt, nur möglichst kurze Sprüche zu senden. Hierzu diente das Kurzsignalheft, bei dem, wie bei Codebüchern üblich, eine Reihe von im routinemäßigen Funkverkehr häufig benötigten Begriffen, Meldungen oder Sätzen entsprechenden geheimen Buchstabenkombinationen gegenübergestellt wurden. Das Kurzsignalheft hatte einen Umfang von etwa 100 Seiten und enthielt eine tabellarische Aufstellung von Signalgruppen (vier Buchstaben) und Spruchphrasen. Die Tabelle zeigt einige Beispiele, die dem Sachbuch Entzifferte Geheimnisse entnommen wurden:
```
AAAA 
Beabsichtige gemeldete Feindstreitkräfte anzugreifen

AAEE 
Beabsichtige Durchführung Unternehmung wie vorgesehen

AAFF 
Beabsichtige Durchführung Unternehmung mit vollem Einsatz

AAGG 
Beabsichtige Durchführung Unternehmung unter Vermeidung vollen Einsatzes
```

Anstelle einer ausführlichen Meldung wie Beabsichtige Durchführung Unternehmung wie vorgesehen wurden nur die vier Buchstaben AAEE mit der Enigma verschlüsselt und anschließend zusammen mit weiteren verschlüsselten Informationen, wie Position und Absender, die ebenso vor der Verschlüsselung mit ähnlichen Tabellen aus dem Kurzsignalheft codiert wurden, über Funk gesendet.
Die einzelnen Signalgruppen aus vier Buchstaben unterschieden sich stets in mindestens zwei Buchstaben. Ferner war die alphabetische Differenz des ersten zum zweiten Buchstaben identisch mit der Differenz des dritten zum vierten („redundante Codierung“). Dies diente dem Zweck der „Entstümmelbarkeit“. Falls durch einen Schreib- oder Hörfehler oder durch eine Störung bei der Funkübertragung des Kurzsignals ein Buchstabe „verstümmelt“ wurde, also in einen anderen vertauscht wurde, so ließ sich dies am Kurzsignal erkennen und korrigieren.
Im Laufe der Zeit kamen unterschiedliche Ausgaben des Kurzsignalhefts zum Einsatz, beispielsweise die Ausgabe 1941 und die Ausgabe 1944. Eine ausführliche Darstellung (auf Englisch) mit einigen authentischen Abbildungen aus dem Kurzsignalheft 1944 findet sich auf der Internet-Seite von Dirk Rijmenants.
Fatal wirkte sich für die Deutschen aus, dass die Briten mit Kaperung des U-Bootes U 110 am 9. Mai 1941 nicht nur eine intakte Schlüsselmaschine Enigma-M3 erbeuten konnten, sondern ihnen auch sämtliche Geheimdokumente, unter anderem auch das Kurzsignalheft sowie der Wetterkurzschlüssel, in die Hände fielen und dies von der deutschen Führung nicht bemerkt wurde. So gelang es den Codeknackern im englischen Bletchley Park, die Verschlüsselung der M3 zu brechen und die deutschen U-Boot-Funksprüche zu entziffern.
Eine Unterbrechung der Entzifferungsfähigkeit (“Black-out”) gab es dann, als bei den U-Booten am 1. Februar 1942 die M3 durch die Enigma-M4 abgelöst wurde. Diese verfügt im Gegensatz zur M3 nicht nur über drei, sondern über vier Walzen, die zur Verschlüsselung benutzt werden. Der Black-out konnte erst überwunden werden, nachdem es am 30. Oktober 1942 dem britischen Zerstörer Petard gelang, das deutsche U-Boot U 559 im Mittelmeer aufzubringen und die aktuellen Fassungen von Kurzsignalheft und Wetterkurzschlüssel zu erbeuten.

## Filme
Ein „Kurzsignalheft 1941“ ist im britischen Spielfilm Enigma – Das Geheimnis zu sehen, der auf dem Roman Enigma basiert und die Entzifferungsarbeit der britischen Codeknacker von Bletchley Park thematisiert. Bei dem Original-Schaustück aus dem Bletchley-Park-Museum handelt es sich um ein authentisches deutsches Buch, das während des Zweiten Weltkriegs von einem deutschen U-Boot erbeutet wurde. Auch die diversen Funksprüche sind speziell für den Film nach den Original-Vorschriften und Verfahren wirklichkeitsgetreu erzeugt und verschlüsselt worden.

## Belege
1. ↑  Friedrich L. Bauer: Entzifferte Geheimnisse. Methoden und Maximen der Kryptologie. 3., überarbeitete und erweiterte Auflage. Springer, Berlin u. a. 2000, S. 74.
2. ↑  Dirk Rijmenants Beschreibung (auf Englisch) der Kurzsignale
3. ↑  Robert Harris: Enigma. Roman. Weltbild, Augsburg 2005, ISBN 3-89897-119-8.
4. ↑  Tony Sale: Making the Enigma ciphers for the film „Enigma“. Abgerufen: 6. Juni 2011.